# El Norte de Galicia
El Norte de Galicia fue un periódico local que se fundó en Lugo (España) en 1901. Propiedad de Antonio Pardo Pardo-Montenegro, se editó más de dos décadas, hasta 1923.

## Características
Apareció el 31 de enero de 1901 (II Época, Año III, nº 1), tenía como subtítulo Diario político y de información, que cambió posteriormente por el de Diario de información. Fue el de mayor circulación de Lugo y su provincia y era propiedad de Antonio Pardo Pardo-Montenegro, rico empresario hijo de Manuel Pardo de la Vega.
El Norte de Galicia fue portavoz de la política conservadora en la provincia de Lugo. Su primer director fue Emilio Tapia Rivas y tuvo como redactores a Antonio Couceiro Freijomil, Juan Ramón Somoza, Ramón Robles Neira y Manuel Molina Mesa y entre sus colaboradores figuró Manuel García Blanco.
Cesó su publicación en enero de 1923. En sus talleres pasó a imprimirse La Provincia, nuevo órgano de tinte conservador de Lugo.